# Танго втрьох
«Танго втрьох» — романтична кінокомедія 1999 року спільного виробництва США та Австралії з Меттью Перрі, Нів Кемпбелл, Діланом Макдермоттом і Олівером Платтом у головних ролях.

## Сюжет
Друзі та партнери Оскар та Пітер отримують проект з реставрації центру, бо їх помилково вважають геями, а отже чоловіки не будуть залицятися до коханки боса Емі та ще й зможуть наглядати за нею. Емі думає, що Оскар — гей, а він по вуха закоханий в неї. До того ж Американська асоціація геїв і лесбійок обирає їх парою року. Але на заході Оскар зізнається в коханні Пост, яка не приймає освідчення. Чоловіка звільняють з роботи, але дружина Чарлза поновлює його. Згодом Оскар отримує поблажливість Емі, яка вже закохалася в нього.

## У ролях
| Актор            | Роль            |
| ---------------- | --------------- |
| Меттью Перрі     | Оскар Новак     |
| Нів Кемпбелл     | Емі Пост        |
| Ділан Макдермотт | Чарлз Ньюмен    |
| Олівер Платт     | Пітер Стейнберг |
| Сілк Козарт      | Кевін Картрайт  |
| Джон Макгінлі    | Штраусс         |
| Боб Балабан      | Декер           |
| Дебра Раш        | Ленор           |
| Келлі Равен      | Олівія Ньюмен   |
| Рік Гомес        | Рік             |
| Девід Ремсі      | Білл            |

## Створення фільму

### Виробництво
Зйомки фільму проходили в Торонто, Канада та Чикаго, США.

### Знімальна група
- Кінорежисер — Деймон Сантостефано
- Сценаристи — Родні Патрік Ваккаро, Алін Брош Маккена
- Кінопродюсери — Роберт Ф. Н'юмеєр, Джеффрі Сілвер, Беттіна Софія Вівіано
- Композитор — Грем Ревелл
- Кінооператор — Волт Ллойд
- Кіномонтаж — Стівен Семел
- Художник-постановник — Девід Ніколс
- Артдиректор — Власта Свобода
- Художник-декоратор — Енріко Кампана
- Художник з костюмів — Вікі Греф
- Підбір акторів — Маріон Догерті[2].

## Сприйняття
Фільм отримав змішані відгуки. На сайті Rotten Tomatoes оцінка стрічки становить 28 % на основі 65 відгуків від критиків (середня оцінка 4,3/10) і 48 % від глядачів із середньою оцінкою 2,7/5 (36 651 голос). Фільму зарахований «гнилий помідор» від кінокритиків та «розсипаний попкорн» від глядачів, Internet Movie Database — 6,1/10 (17 034 голоси), Metacritic — 36/100 (26 відгуків від критиків) і 8,7/10 (24 відгуки від глядачів).